# Едвард Альберт
Едвард Альберт (англ. Edward Albert; 20 лютого 1951 — 22 вересня 2006) — американський актор.

## Біографія
Едвард Альберт народився 20 лютого 1951 року в Лос-Анджелесі. Батько — актор Едді Альберт, мати — мексиканська актриса і танцюристка Марго. Навчався в Оксфордському університеті. Вільно володів іспанською, французькою, португальською та китайською мовами. У 14 років уперше з'явився на екрані у фільмі «Убивця дурнів» (1965). Зіграв у фільмі «Метелики вільні» (1972) з Голді Гоун. За цю роль Едвард здобув премію «Золотий глобус» у номінації найбільш перспективний актор-початківець.
Едвард був одружений з Кетрін Вудвілл з 27 червня 1979 року, народилася одна дитина.
Помер від раку легень 22 вересня 2006 року в Малібу, штат Каліфорнія.

## Фільмографія
| Рік  |   | Українська назва                 | Оригінальна назва                         | Роль                |
| ---- | - | -------------------------------- | ----------------------------------------- | ------------------- |
| 1973 | ф | 40 карат                         | 40 carats                                 | Пітер               |
| 1977 | ф | Принцип Домино                   | Domino Principle                          | Пайн                |
| 1989 | ф | Кулачний боєць                   | Fist Fighter                              | Гаррі «Пунчі» Мосес |
| 1993 | ф | Найсильніший удар: Бій до смерті | Shootfighter: Fight to the Death          | містер Сі           |
| 1994 | ф | Схід червоного сонця             | Red Sun Rising                            | Деклін              |
| 2001 | ф | У вогні                          | Ablaze                                    | мер Філліпс         |
| 2001 | ф | Вища честь                       | Extreme Honor                             | Сенатор Річардс     |
| 2008 | ф | Шанс китайця                     | Chinaman's Chance: America's Other Slaves | Чарльз              |